# Mörka skuggor (roman)
Mörka skuggor är Carl-Johan Ströms debutroman. Han har tidigare givit ut flera romanbiografer och memoarer. Boken är utgiven 2016.

## Handling
Romanen börjar i Norge före och under andra världskriget. Den skildrar på ett initierat sätt de olika åsikterna för och emot den nazistiska ockupationen. De som höll på tyskarna hade vind i seglen av de styrande, och de som var emot fick kämpa helt anonymt. Om någon motståndare blev avslöjad blev straffet hårt. Det är ett mycket omfattande persongalleri som presenteras med släktled efter släktled till nutid. De aktuella personerna flydde till Sverige, hamnade i Tyskland, någon kämpade för tyskarna på östfronten i Ryssland och någon hade uppdrag för de allierade, engelsmän med kopplingar till USA. Andra världskriget skildras genom personernas upplevelser. Romanen börjar med en begravning av en åldring på Hovdestalunds kyrkogård i Västerås. Cirkeln sluts med avslöjanden i nutid i Västerås.   

## Karaktärer
- Oddvar Sagen, norsk motståndsman
- Bjarne Dahl, norsk motståndsman
- Ilse Gudbrandsen, kvinnan i deras liv